# 테 포치
테 포치(인도네시아어: teh poci)는 인도네시아의 차이다. 토기 재질의 전통 찻주전자와 찻잔에 내는 것이 특징이다. 보통 녹차나 재스민차를 우려서 얼음 사탕을 넣어 먹는다. 이것은 인도네시아 자와섬에 있는 자와틍아주의 트갈군, 프말랑군, 브르베스군의 전통이며, 따라서 테 포치가 테 트갈(인도네시아어: teh Tegal)이라고 불리기도 한다.

## 이름
인도네시아어 "테 포치(teh poci)"는 "차"를 뜻하는 "테(teh)"와 "찻주전자"를 뜻하는 "포치(poci)"로 이루어진 말로, "주전자 차"라는 뜻이다.